# Takahashi
Takahashi (Japans: 高梁市, Takahashi-shi) is een stad in de Japanse prefectuur Okayama. Begin 2014 telde de stad 33.571 inwoners.

## Geschiedenis
Op 1 mei 1954 kreeg Takahashi het statuut van stad (shi). In 2004 werden de gemeenten Ukan (有漢町), Nariwa (成羽町), Kawakami (川上町) en Bitchu (備中町) toegevoegd aan de stad.
Steden:
Akaiwa · Asakuchi · Bizen · Ibara · Kasaoka · Kurashiki · Maniwa · Mimasaka · Niimi · Okayama (hoofdstad) · Setouchi · Soja · Takahashi · Tamano · Tsuyama

Districten:
Aida · Asakuchi · Kaga · Katsuta · Kume · Maniwa · Oda · Tomata · Tsukubo · Wake
Gemeenten per district